# B83 (核爆弾)
B83は、アメリカ合衆国が開発・運用している核爆弾である。重水素-三重水素を用いた爆発威力が調整できる威力可変型の水素爆弾であり、自由落下爆弾として運用される核兵器である。敵のミサイルサイロなど硬化目標を攻撃するように設計されているため、冷戦が終結した後には、地中貫通核爆弾の候補として研究されたこともあった。

## 概要
B83は、B77核爆弾開発計画を基に改良したものであり、1979年から開発が開始された。それまでに部隊配備されたB28、B43、B53核爆弾を更新するためのものである。開発はローレンス・リバモア国立研究所で行われた。1983年より配備が開始され、1991年までに650発が配備された。B83以降に新規に開発された核爆弾はなく、21世紀初頭現在、B83が最新のものとなっている。
爆弾の構造は、より小型のB61核爆弾と外形・構造とも類似している。弾体は重い鋼鉄製で、弾着にあたって目標に大きな衝撃を与えるように設計されている。高空からの投下の場合、落下速度はM2に達することができる。また、逆に投下から爆発までを遅延させるためのパラシュートも備えている。
起爆高度は調整可能であり、空中爆発から地表面での爆発、地中貫入後の爆発などが設定できる。可変威力型であり、核出力は最大1.2Mt。このため戦略任務にも戦術攻撃任務にも使用することができる。なお、爆縮レンズ用の火薬にはPBX-9502低感度爆薬が使われており、暴発の可能性を減じている。
アメリカ空軍ではB-2やB-1をはじめとする爆撃機、F-16やF-15Eなどの戦闘爆撃機などで運用されるが、アメリカ海軍のF/A-18にも搭載可能など、アメリカ軍の主要航空機に搭載して運用することができる。

## 運用可能航空機一覧
- 爆撃機
  - B-1 ランサー
  - B-2 スピリット
  - B-52 ストラトフォートレス

- 戦闘機
  - F-15E ストライクイーグル
  - F-16 ファイティング・ファルコン
  - F/A-18 ホーネット・F/A-18E/F スーパーホーネット
  - F-22 ラプター（外部搭載）